# Taking Tiger Mountain (By Strategy)
Taking Tiger Mountain (By Strategy) este cel de-al doilea album solo al muzicianului englez Brian Eno (creditat prin Eno), lansat de către Island Records în luna noiembrie a anului 1974. Diferit de primul album Here Come the Warm Jets, Eno a folosit o trupă formată din cinci instrumentaliști (clape, chitare, bas, tobe, percuție). La aceasta a participat și chitaristul Phil Manzanera, care a fost alături de Eno în trupa Roxy Music.

## Legături externe
- Taking Tiger Mountain (By Strategy) la Discogs (lista lansărilor)
- Taking Tiger Mountain postcards Arhivat în 15 noiembrie 2018, la Wayback Machine.
- Doug Hilsinger and Caroleen Beatty cover of the entire album